# Something New, Something Blue
Something New, Something Blue è un album discografico a nome di Arranged and Conducted by Manny Albam, Teddy Charles, William Russo, Teo Macero, pubblicato dall'etichetta discografica Columbia Records nel 1959.

## Tracce
Lato A
1. Night Crawlers – 4:10 (Manny Albam) – Registrato il 15 maggio 1959
2. Tin Roof Blues – 6:50 (Ben Pollack, George Brunies, Leon Roppolo, Paul Mares, Walter Melrose, Mel Stitzel) – Registrato il 15 maggio 1959
3. Blues for Amy – 4:43 (Teo Macero) – Registrato il 15 maggio 1959
4. St. Louis Blues – 4:30 (W. C. Handy) – Registrato il 15 maggio 1959

Durata totale: 20:13
Lato B
1. Swinging Goatsherd Blues – 4:15 (Teddy Chalres) – Registrato il 30 aprile 1959
2. Blues in the Night – 4:43 (Harold Arlen, Johnny Mercer) – Registrato il 30 aprile 1959
3. East Hampton Blues – 5:47 (Bill Russo) – Registrato il 30 aprile 1959
4. Davenport Blues – 3:47 (Bix Beiderbecke) – Registrato il 30 aprile 1959

Durata totale: 18:32

## Musicisti
Night Crawlers / Tin Roof Blues / Blues for Amy / St. Louis Blues
- Manny Albam - arrangiamenti, conduttore musicale (brani: Night Crawlers e Tin Roof Blues)
- Teo Macero - arrangiamenti, conduttore musicale (brani: Blues for Amy e St. Louis Blues)
- Bill Evans - pianoforte
- Art Farmer - tromba
- Phil Woods - sassofono
- Frank Rehak - trombone
- Eddie Costa - vibrafono
- Al Cohn - sassofono
- Addison Farmer - contrabbasso
- Ed Shaughnessy - batteria

Swinging Goatsherd Blues / Blues in the Night / East Hampton Blues / Davenport Blues
- Teddy Charles - arrangiamenti, conduttore musicale (brani: Swinging Goatsherd Blues e Blues in the Night)
- Teddy Charles - vibrafono
- Bill Russo - arrangiamenti, conduttore musicale (brani: East Hampton Blues e Davenport Blues)
- Mal Waldron - pianoforte
- Don Byrd - tromba
- Bob Brookmeyer - trombone
- Hal McKusick - sassofono
- Frank Socolow - sassofono
- George Duvivier - contrabbasso
- Ed Shaughnessy - batteria[1]